# Remigia diffundens
Remigia diffundens là một loài bướm đêm trong họ Erebidae.